# La famiglia Ricordi
Pour plus de détails, voir Fiche technique et Distribution.
La famiglia Ricordi est une mini-série biographique d'une durée de 6 h réalisée par Mauro Bolognini et diffusée en quatre parties en 1995 sur Rai 1. Il s'agit d'une coproduction entre l'Italie, l'Espagne, la France et l'Allemagne de l'Ouest.

## Synopsis
En 1808, la Casa Ricordi est fondée. Au cours de son histoire, elle a acquis les droits d'auteur de tous les grands compositeurs de l'époque, de Gioachino Rossini à Vincenzo Bellini, de Gaetano Donizetti à Giuseppe Verdi, en passant par Giacomo Puccini.

## Fiche technique
- Titre original italien : La famiglia Ricordi[1],[2]
- Réalisateur : Mauro Bolognini
- Scénario : Enrico Medioli, Sergio Bazzini, Roberta Mazzoni, Ugo Pirro, Andrea Bolognini
- Photographie : Camillo Bazzoni
- Musique : Riz Ortolani
- Décors : Francesco Frigeri
- Production : Manolo Bolognini
- Sociétés de production : Rai 1, European Coproduction Association (ECA), Junior Film International
- Pays de production :  Italie -  Espagne -  France -  Allemagne de l'Ouest
- Langues originales : italien
- Format : couleur - 1,33:1 - Son mono - 35 mm
- Durée : 360 minutes ((6 h)
- Genre : drame biographique
- Dates de diffusion :
  - Italie : 8 janvier 1995 au 29 janvier 1995 sur Rai 1

## Distribution
- Francesco Barilli : Giovanni Ricordi
- Luca Barbareschi : Gioachino Rossini
- Kim Rossi Stuart : Vincenzo Bellini
- Alessandro Gassmann : Gaetano Donizetti
- Denny Cecchini : Arrigo Boito
- Mariano Rigillo : Giuseppe Verdi
- Massimo Ghini : Giacomo Puccini
- Federico Scribani : Arturo Toscanini
- Laura Morante : Giuseppina Strepponi
- Lucrezia Lante della Rovere : Elvira Puccini
- Massimo Lodolo : Felice Romani
- Vittoria Belvedere : Louise Lewis
- Catherine Wilkening : Giuditta Pasta
- Ángela Molina : Isabella Colbran
- Adriana Asti : Giovannina Lucca
- Riccardo Peroni : Francesco Lucca
- Agostina Belli :
- Anna Kanakis : Maria Malibran
- Lino Capolicchio : Angelo Mariani
- Fabio Camilli :
- Edoardo Siravo : Tito I Ricordi
- Marco Erler : le secrétaire
- Pietro Genuardi :
- Massimo Popolizio :
- Domiziana Giordano : Teresa Stolz
- Alain Cuny : Giovanni Paisiello
- Francesco Casale :
- Roberto Posse :
- Melba Ruffo : Giuditta Turina
- Isabelle Pasco :
- Jeanne Valérie :
- Sergio Albelli : Francesco Maria Piave
- Daniel Ezralow : Prométhée
- Giuditta Del Vecchio : Dorina Manfredi